# Małżoraczki Belgii
Małżoraczki Belgii – ogół taksonów skorupiaków z gromady małżoraczków (Ostracoda), których występowanie stwierdzono na terytorium Belgii.

## Rząd:Podocopida
W Belgii stwierdzono około 130 gatunków:
- rodzina: Bairdiidae
  - Neonesidea acanthigera
  - Paranesidea acanthigera
- rodzina: Bythocytheridae
  - Bythocythere bradyi
  - Sclerochilus abbreviatus
- rodzina: Candonidae
  - Candona angulata
  - Candona candida
  - Candona neglecta
  - Candona weltneri
  - Candonopsis kingsleii
  - Cryptocandona leruthi
  - Cryptocandona vavrai
  - Cyclocypris globosa
  - Cyclocypris laevis
  - Cyclocypris ovum
  - Cyclocypris serena
  - Cypria exsculpta
  - Cypria ophthalmica
  - Cypria subsalsa
  - Fabaeformiscandona caudata
  - Fabaeformiscandona fabaeformis
  - Fabaeformiscandona fragilis
  - Fabaeformiscandona holzkampfi
  - Fabaeformiscandona hyalina
  - Fabaeformiscandona protzi
  - Physocypria kraepelini
  - Pseudocandona albicans
  - Pseudocandona compressa
  - Pseudocandona crispata
  - Pseudocandona hartwigi
  - Pseudocandona lobipes
  - Pseudocandona marchica
  - Pseudocandona pratensis
  - Pseudocandona zschokkei
  - Schellencandona belgica
  - Schellencandona triquetra
- rodzina: Cushmanideidae
  - Pontocythere elongata
- rodzina: Cyprididae
  - Bradleycypris obliqua
  - Bradleystrandesia fuscata
  - Bradleystrandesia reticulata
  - Cavernocypris subterranea
  - Cypridopsis hartwigi
  - Cypridopsis vidua
  - Cypris pubera
  - Dolerocypris fasciata
  - Eucypris elliptica
  - Eucypris pigra
  - Eucypris virens
  - Herpetocypris brevicaudata
  - Herpetocypris chevreuxi
  - Herpetocypris reptans
  - Heterocypris incongruens
  - Heterocypris salina
  - Isocypris beauchampi
  - Plesiocypridopsis newtoni
  - Potamocypris arcuata
  - Potamocypris fulva
  - Potamocypris similis
  - Potamocypris smaragdina
  - Potamocypris unicaudata
  - Potamocypris villosa
  - Potamocypris zschokkei
  - Prionocypris zenkeri
  - Psychrodromus olivaceus
  - Sarscypridopsis aculeata
  - Scottia pseudobrowniana
  - Tonnacypris lutaria
- rodzina: Cytheridae
  - Cythere lutea
  - Cytheromorpha fuscata
  - Microcytherura boulangei
  - Microcytherura fulva
- rodzina: Cytherideidae
  - Cyprideis torosa
- rodzina: Cytheruridae
  - Cytheropteron crassipinnatum
  - Cytheropteron depressum
  - Cytheropteron latissimum
  - Cytheropteron nodosum
  - Cytherura gibba
  - Hemicytherura cellulosa
  - Hemicytherura clathrata
  - Semicytherura acuticostata
  - Semicytherura angulata
  - Semicytherura cornuta
  - Semicytherura nigrescens
  - Semicytherura sella
  - Semicytherura striata
  - Semicytherura undata
- rodzina: Darwinulidae
  - Darwiluna stevensoni
- rodzina: Eucytheridae
  - Eucythere declivis
  - Eucythere prava
- rodzina: Hemicytheridae
  - Aurila convexa
  - Finmarchinella angulata
  - Finmarchinella finmarchica
  - Hemicythere villosa
  - Heterocythereis albomaculata
  - Urocythereis britannica
- rodzina: Ilyocyprididae
  - Ilyocypris bradyi
  - Ilyocypris decipiens
  - Ilyocypris gibba
  - Ilyocypris inermis
  - Ilyocypris monstrifica
- rodzina: Leptocytheridae
  - Callistocythere littoralis
  - Leptocythere baltica
  - Leptocythere castanea
  - Leptocythere lacertosa
  - Leptocythere macallana
  - Leptocythere pellucida
  - Leptocythere porcellanea
  - Leptocythere psammophila
  - Leptocythere tenera
- rodzina: Limnocytheridae
  - Limnocythere inopinata
  - Metacypris cordata
- rodzina: Loxoconchidae
  - Bonnyannella robertsoni
  - Elofsonia pusilla
  - Hirschmannia viridis
  - Loxoconcha elliptica
  - Loxoconcha rhomboidea
  - Palmoconcha laevata
  - Sagmatocythere multifora
- rodzina: Neocytherideidae
  - Neocytherideis subulata
- rodzina: Notodromadidae
  - Notodromas monacha
- rodzina: Paradoxostomatidae
  - Paracytherois ensiforme
  - Paracytherois flexuosa
  - Paradoxostoma abbreviata
  - Paradoxostoma angliorum
  - Paradoxostoma variabile
- rodzina: Pontocyprididae
  - Propontocypris trigonella
- rodzina: Xestoleberididae
  - Xestoleberis aurantia
  - Xestoleberis depressa